# Chikkanayakanahalli, Bangalore South
Chikkanayakanahalli là một làng thuộc tehsil Bangalore South, huyện Bangalore Urban, bang Karnataka, Ấn Độ.